# Lei e Evangelho
No cristianismo protestante, a relação entre Lei e Evangelho — a Lei de Deus e o Evangelho de Jesus Cristo — é importante tópico na teologia luterana e reformada. Nestas tradições, a distinção entre as doutrinas da Lei, que exige obediência aos desígnios éticos de Deus, e o Evangelho, que promete o perdão dos pecado por meio da pessoa e da obra de Jesus Cristo, é crítica. Ela é utilizada como um princípio hermenêutico na interpretação bíblica e um princípio orientador na homilética (a composição de sermões) e na atividade pastoral. Esta relação trata da supersessão da Antiga Aliança (incluindo a lei judaica, a halacá) pela Nova Aliança e pela teologia cristã.
Outros grupos cristãos também tem suas doutrinas sobre o assunto ou, de forma mais geral, visões sobre a Antiga Aliança, embora este não seja geralmente um tema intensamente debatido ou rigorosamente definido como é o caso nas tradições luteranas e reformadas.
Por vezes o assunto é discutido no contexto das relações entre "Lei e Graça", "Pecado e Graça", "Espírito e Letra da lei" e "ministério (em grego clássico: διακονíα, diakonia) da morte/condenação" e "ministério do Espírito/justiça".

## Luteranismo

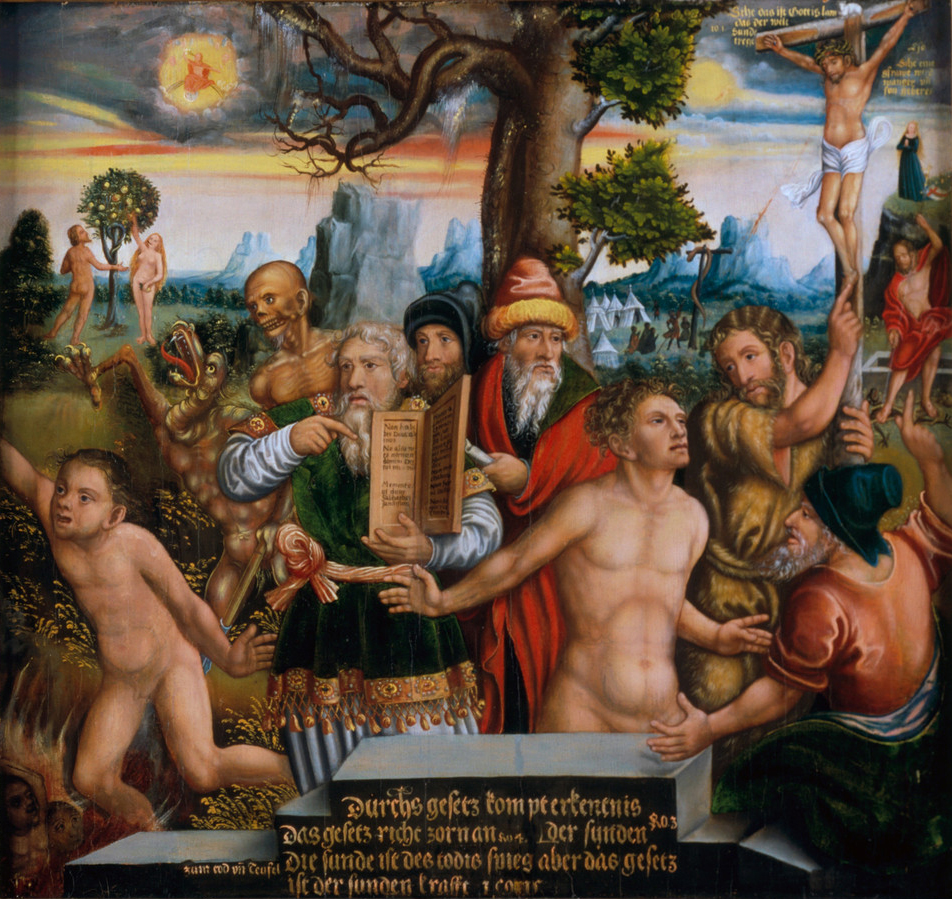
"Lei e Evangelho"
1540. Por Franz Timmermann, atualmente no Wallraf-Richartz Museum.

### Martinho Lutero e teólogos luteranos
Uma formulação específica da distinção entre Lei e Evangelho foi proposta pela primeira vez na Igreja cristã por Martinho Lutero e estabelecida como a fundação da exegese bíblica evangélica luterana e foi exposta no artigo 4 da "Apologia da Confissão de Augsburgo" (1531): "Todas as Escrituras deveriam ser distribuídas nestes dois tópicos, a Lei e as promessas. Pois em alguns lugares elas apresentam a Lei e em outros, a promessa a respeito de Cristo, nomeadamente, seja quando [no Antigo Testamento] elas prometem que Cristo virá e oferece, em Seu nome, a remissão dos pecados, a justificação e a vida eterna, seja quando, no Evangelho [no Novo Testamento], o próprio Cristo, já presente, promete a remissão dos pecados, a justificação e a vida eterna". A Fórmula de Concórdia, da mesma forma, afirmou esta distinção em seu artigo V, que diz: "Nós acreditamos, ensinamos e confessamos que a distinção entre a Lei e o Evangelho deve ser mantido na Igreja com grande diligência...".
Martinho Lutero escreveu: "Assim, quem quer que conheça bem esta arte de distinguir entre Lei e Evangelho, coloquem-no à frente e o chamem de doutor das Sagradas Escrituras". Por toda a Era da ortodoxia luterana (1580-1713) esta disciplina hermenêutica era considerada fundamental e importantíssima para os teólogos luteranos.
Esta distinção é também o primeiro artigo em "Patrick's Places" (1528), de Patrick Hamilton.

### Livro de Concórdia
A Fórmula de Concórdia distingue três usos ou propósitos na Lei no artigo VI. "A Lei foi dada aos homens por três motivos [...]:"
1. Conter – através do medo da punição, a Lei mantém a natureza pecaminosa de cristãos e não-cristãos em cheque. Isto não é suficiente para interromper o pecado, uma vez que o pecado já foi cometido quando o coração deseja fazer o que é errado, mas ela pode interromper a realização aberta do pecado que pode provocar ainda mais estragos. Para que "desta forma a disciplina exterior possa ser mantida contra homens selvagens, desobedientes [e para que homens selvagens e intratáveis possam ser contidos como se fossem certas barras [de uma cela]";
2. Espelhar – A Lei serve como um perfeito reflexo do motivo pelo qual Deus criou a vida e o coração humano. Ela mostra que qualquer um que compare sua vida ao requisito de perfeição de Deus é pecador. Para que "os homens, desta forma, possam ser levados a conhecer seus próprios pecados";
3. Guiar – este uso da lei se aplica apenas aos cristãos. A lei se transforma num ajudante do fiel. Empoderado pelo evangelho de verdade e perdão em Cristo, o novo fiel deseja ardentemente viver para agradar o Deus Triuno. Para que "depois que eles estiverem regenerados ... eles possam ... ter uma regra fixa segundo a qual eles deverão regular e dirigir suas vidas inteiras".

A preocupação primordial era manter que a Lei deveria continuar a ser utilizada pelos cristãos depois de terem sido regenerados pelo Espírito Santo através do Evangelho para conter a doutrina de Johannes Agricola, que ensinava que a Lei não era mais necessária pelos cristãos regenerados. O luteranismo confessional ensina que a Lei não pode ser utilizada para negar o Evangelho e nem o Evangelho pode ser utilizado para negar a Lei de Deus.

## Igreja Reformada (calvinista)

"Lei e Evangelho".
1529. Por Lucas Cranach, o Velho, na Galeria Nacional de Praga.

A distinção entre Lei e Evangelho é a formulação padrão na teologia reformada, apesar de, em anos recentes, alguns estudiosos a tenham caracterizado como sendo caracteristicamente luterana. Zacharias Ursinus propôs uma clara distinção entre Lei e Evangelho como sendo a "principal e mais geral divisão das Sagradas Escrituras" em seu comentário sobre o "Catecismo de Heidelberg". Louis Berkhof chamou a Lei e o Evangelho "as duas partes da Palavra de Deus e meios de graça". Lei e Evangelho são encontrados em ambos os testamentos.
Em sua obra "Institutos da Religião Cristã", o reformador João Calvino distinguiu três usos para a Lei: "Para tornar o assunto todo mais claro, vamos analisar brevemente a função e o uso da chamada «lei moral». Assim, da forma como eu compreendo, ela consiste em três partes:"
1. "Ao revelar a justiça de Deus [...] ela alerta, informa, julga e condena todos os homens com base em sua própria justiça [ou retidão]" (2.7.6);
2. Serve "pelo temor das punições para conter alguns homens intocados por qualquer cuidado pelo que é justo e reto exceto quando compelidos ao ouvirem as duras ameaças da Lei" (2.7.10);
3. "Ela admoesta os crentes e urge que eles façam o bem" (2.7.12-13).

Este esquema é similar ao da Fórmula de Concórdia, com a exceção de que o primeiro e o segundo usos estão invertidos.
No escolasticismo reformado, posterior, a ordem é a mesma dos luteranos. Os três usos são chamados de:
1. O usus politicus sive civilis ("uso político ou civil") é uma contenção ao pecado e difere da obra de salvação. É parte da revelação geral de Deus (graça comum) para crentes e não crentes;
2. O usus elenchticus sive paedagogicus ("uso refutativo ou pedagógico"), que confronta o pecado e nos dirige a Cristo;
3. O usus didacticus sive normativus ("uso didático ou normativo"), restrito aos crentes. Ele ensina o caminho da justiça (retidão), mas sem poder de condenar.

## Diferenças entre as doutrinas luterana e calvinista
Teólogos escolásticos luteranos e reformados discordam principalmente na forma pela qual o terceiro uso da Lei funciona entre os crentes. Os reformados enfatizam o terceiro uso por que espera-se que os redimidos realizem boas obras. Alguns luteranos enxergam nisso o perigo da justiça (retidão) baseada em obras e argumentam que o terceiro uso deve sempre retornar os fieis ao segundo uso, de volta para Cristo, ao invés de se tornar a normativa final.
Além disto, alguns teólogos sugeriram que o terceiro uso da Lei não aparece em nenhum lugar na obra de Lutero e é integralmente uma contribuição de Melanchthon. Embora alguns luteranos tenham rejeitado essa hipótese, ela fez com que outros colocassem em disputa a validade deste terceiro uso. Paul Althaus, por exemplo, escreveu em seu tratado sobre Lei e Evangelho: "Este guia [ético] pelo Espírito Santo implica que o mandamento concreto de Deus não pode ser lido de um documento escrito, um esquema da Lei herdado. Preciso aprender de novo todos os dias o que Deus quer de mim. Pois o mandamento de Deus tem uma característica especial para cada indivíduo: é sempre contemporâneo, sempre novo. Deus me comanda (e cada pessoa) de forma particular, num jeito diferente do que comanda outros [...] O caráter vivo e espiritual do conhecimento do que Deus requer dos homens no momento presente não deve ser destruído por regras e regulamentos". Estes teólogos acreditam que o terceiro uso leva ou encoraja uma forma de legalismo e é, possivelmente, uma negação implícita da sola fide. Por outro lado, os cristãos reformados acreditam que este esquema de uso duplo de alguns luteranos como conducente a uma forma de antinomianismo (negação da validade da Lei diante do Evangelho).
Segundo John Warwick Montgomery, "para Lutero, o uso pedagógico da Lei era primário enquanto que para Calvino, este terceiro uso, o didático, era o principal; apesar disso, [historicamente] tanto as tradições luteranas quanto as reformadas mantiveram esta conceituação tripartite".

### Luterana
- Althaus, Paul (1966).  Sherman, Franklin, ed. The Divine Command: a New Perspective on Law and Gospel (em inglês). Philadelphia: Fortress Press
- Bente, F.; Dau, W.H.T., eds. (1921). Triglot Concordia: The Symbolical Books of the Evangelical Lutheran Church (em inglês). St. Louis: Concordia Publishing House
- Elert, Werner (1967).  Schroeder, Edward H., ed. Law and Gospel (em inglês). Philadelphia: Fortress Press
- Walther, C. F. W. The Proper Distinction Between LAW AND GOSPEL (1986).  (em inglês). St. Louis, MO: Concordia Publishing House Em falta ou vazio |título= (ajuda)

### Reformada
- Bahnsen, Greg L. (2002). Theonomy in Christian Ethics (em inglês). [S.l.]: Covenant Media Press
- Barth, Karl. (1960).  Herberg, Will, ed. Community, State and Church: Three Essays. Gospel and Law (em inglês). New York: Doubleday Anchor Books
- Calvino, João. «7». THE LAW GIVEN, NOT TO RETAIN A PEOPLE FOR ITSELF, BUT TO KEEP ALIVE THE HOPE OF SALVATION IN CHRIST UNTIL HIS ADVENT (em inglês). 2. [S.l.]: Institutes of the Christian Religion
- Clark, R. Scott. Retaining the Law Gospel Distinction (em inglês). [S.l.: s.n.]
- Gundry, Stanley N., ed. (1996). Five Views on Law and Gospel (em inglês). Grand Rapids, MI: Zondervan
- Horton, Michael S. Calvin on Law and Gospel (em inglês). California: Westminster Seminary
- Murray, John. (1957). Principles of Conduct: Aspects of Biblical Ethics (em inglês). Grand Rapids, MI: Eerdmans